# Balise de musoir en France
Pour les articles homonymes, voir J14.

Balise J14a

Balise J14b

Les balises de musoir sont des balises routières, codées J14a et J14b en France, qui sont utilisées pour baliser les divergents.
Elles sont blanc et vert, rétroréfléchissantes de classe 2.

## Caractéristiques

### Balise J14a
La balise J14a est constituée d'un élément en forme de demi-cercle. Elle est implantée sur la zone peinte en hachures matérialisant la proximité du divergent. En cas de difficultés d'implantation, elle sera complétée par des balises J12. Le modèle normal a un diamètre de 2 mètres, le petit modèle un diamètre de 1 mètre.

### Balise J14b
La balise J14b est constituée d'une succession de paires d'éléments (6 à 12) implantés symétriquement et en forme de V pour suggérer les deux courants de circulation. Elle est utilisée dans la signalisation des bifurcations, en particulier lorsqu'il existe une différence de niveau entre les chaussées. Elle peut être utilisée dans la signalisation des divergents sur lesquels le trafic est très important. Les éléments sont implantés à partir du nez du divergent et dans son prolongement.

## Utilisation

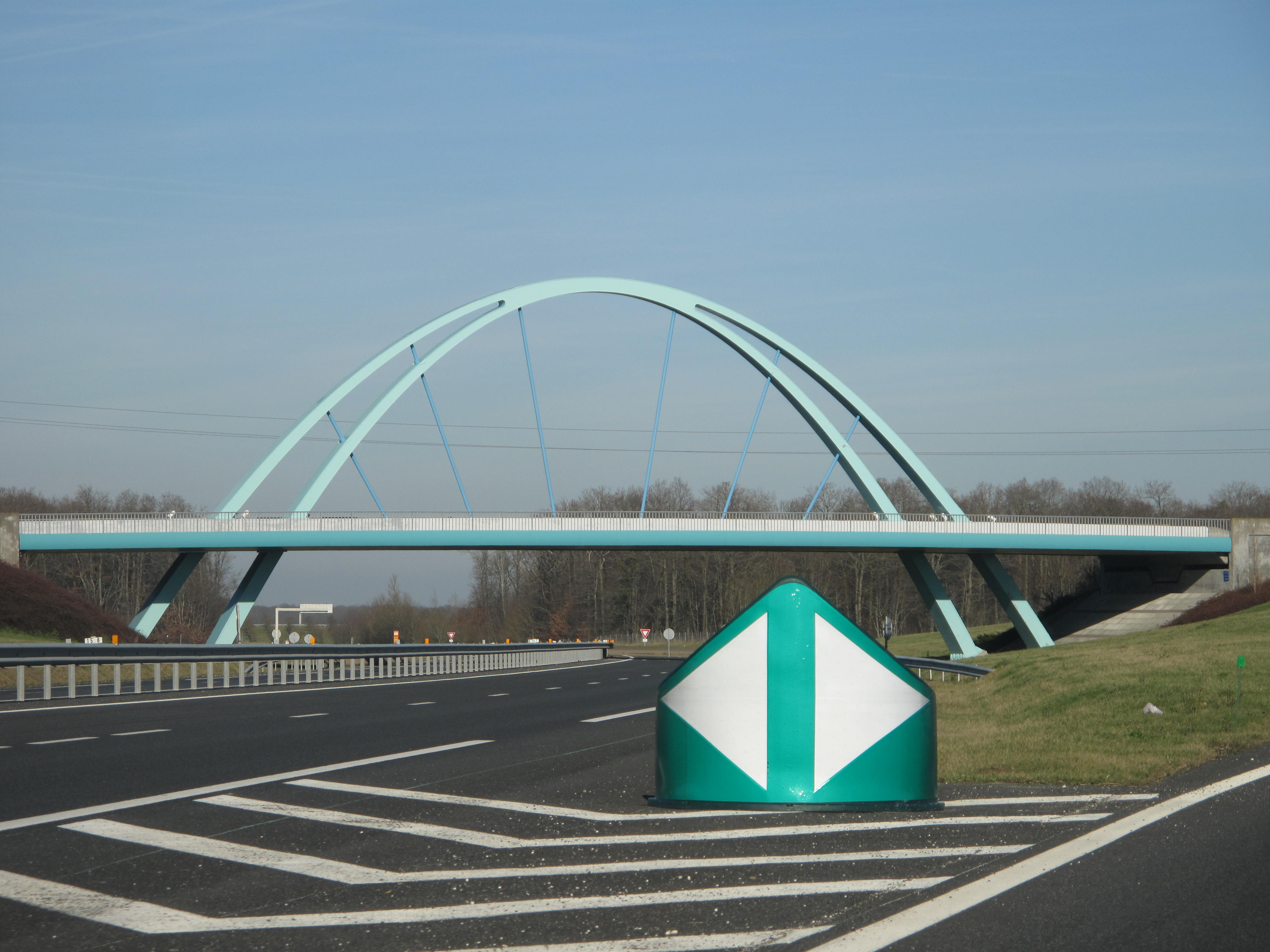
Balise J14a de modèle normal sur l'autoroute A19, aire de Villeroy.
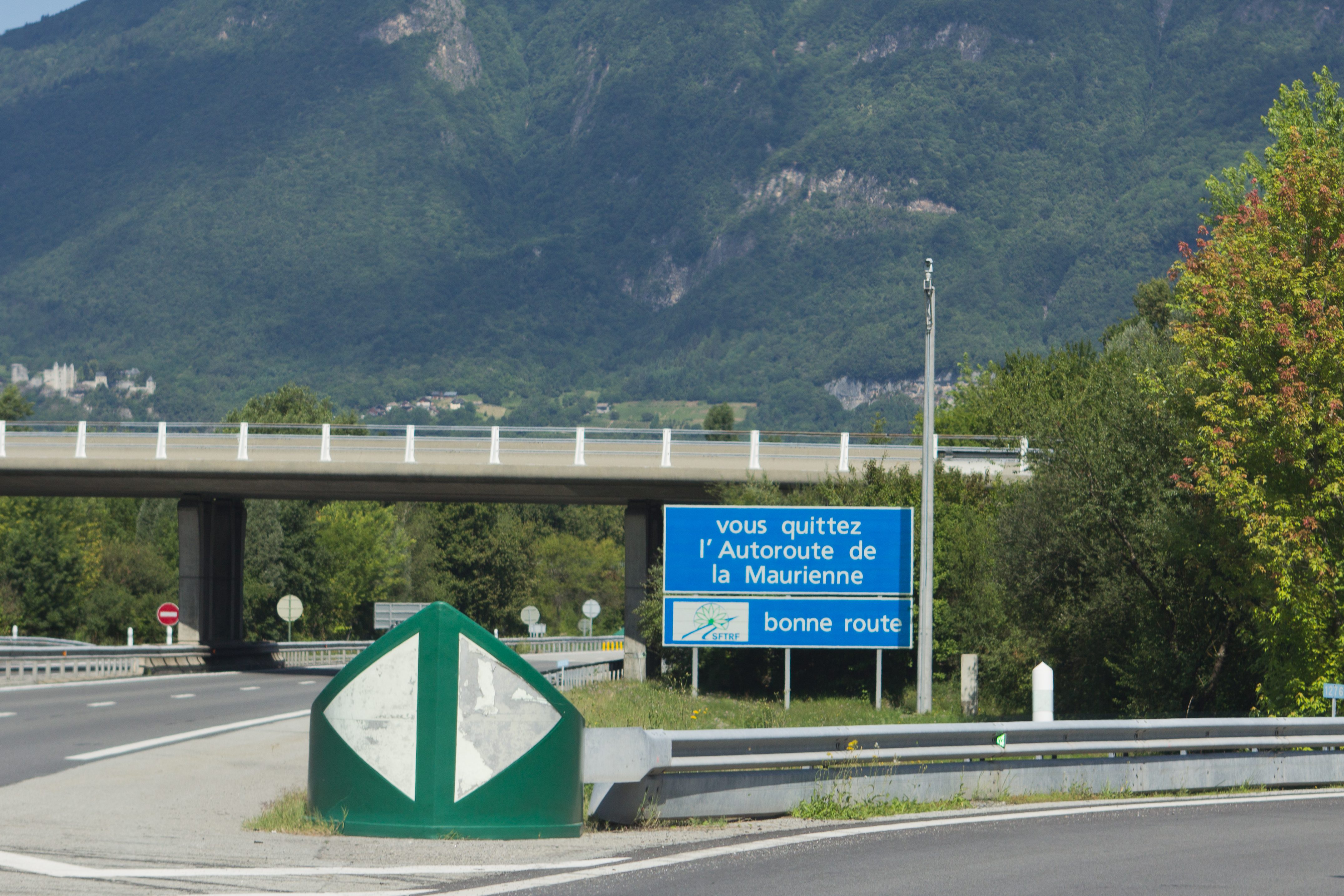
Balise J14a de modèle normal sur l'autoroute A43, Sortie 24, en Savoie.
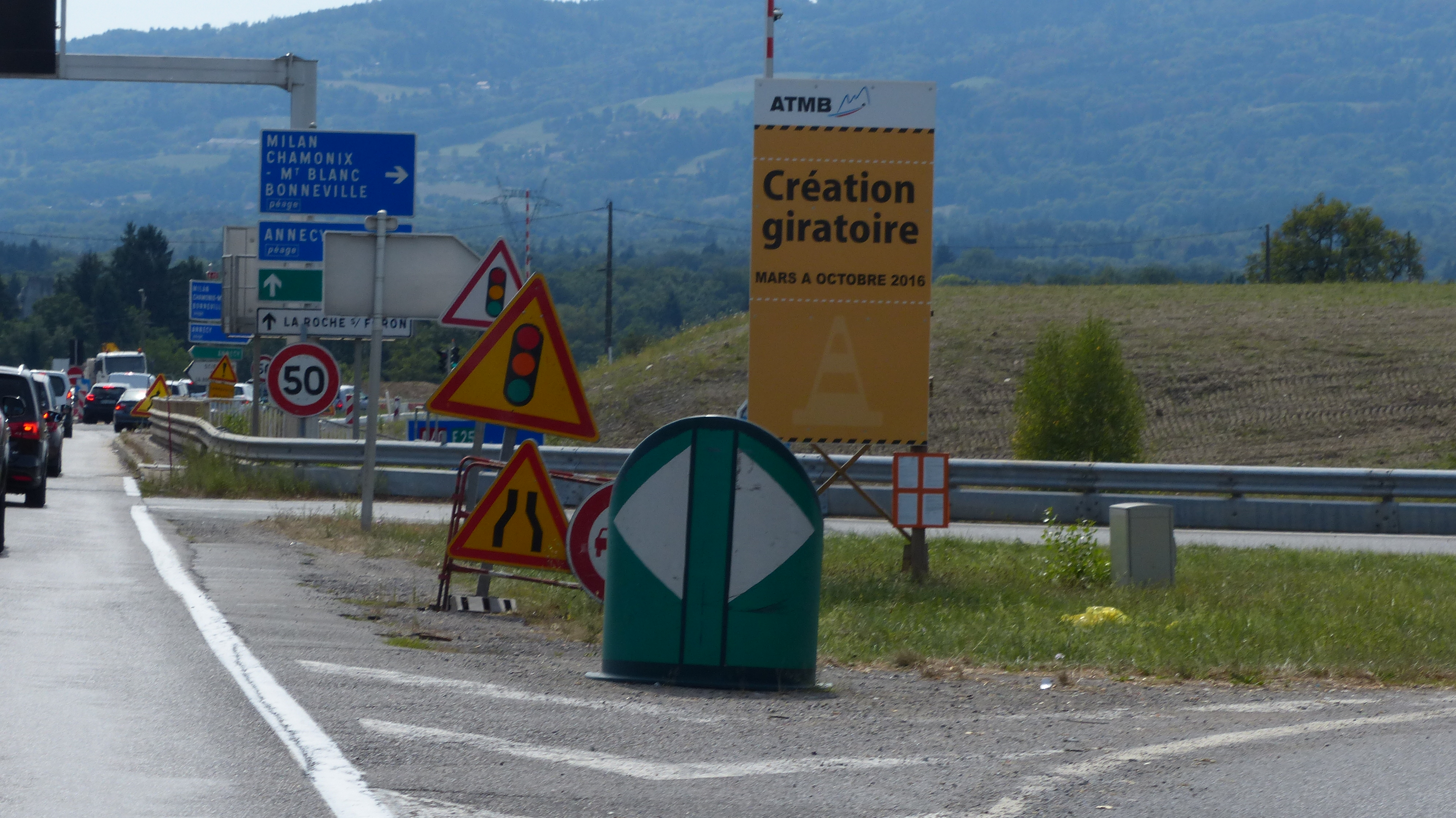
Balise J14a de petit modèle à l'intersection de la D903 et de l'autoroute A40 en Haute-Savoie.
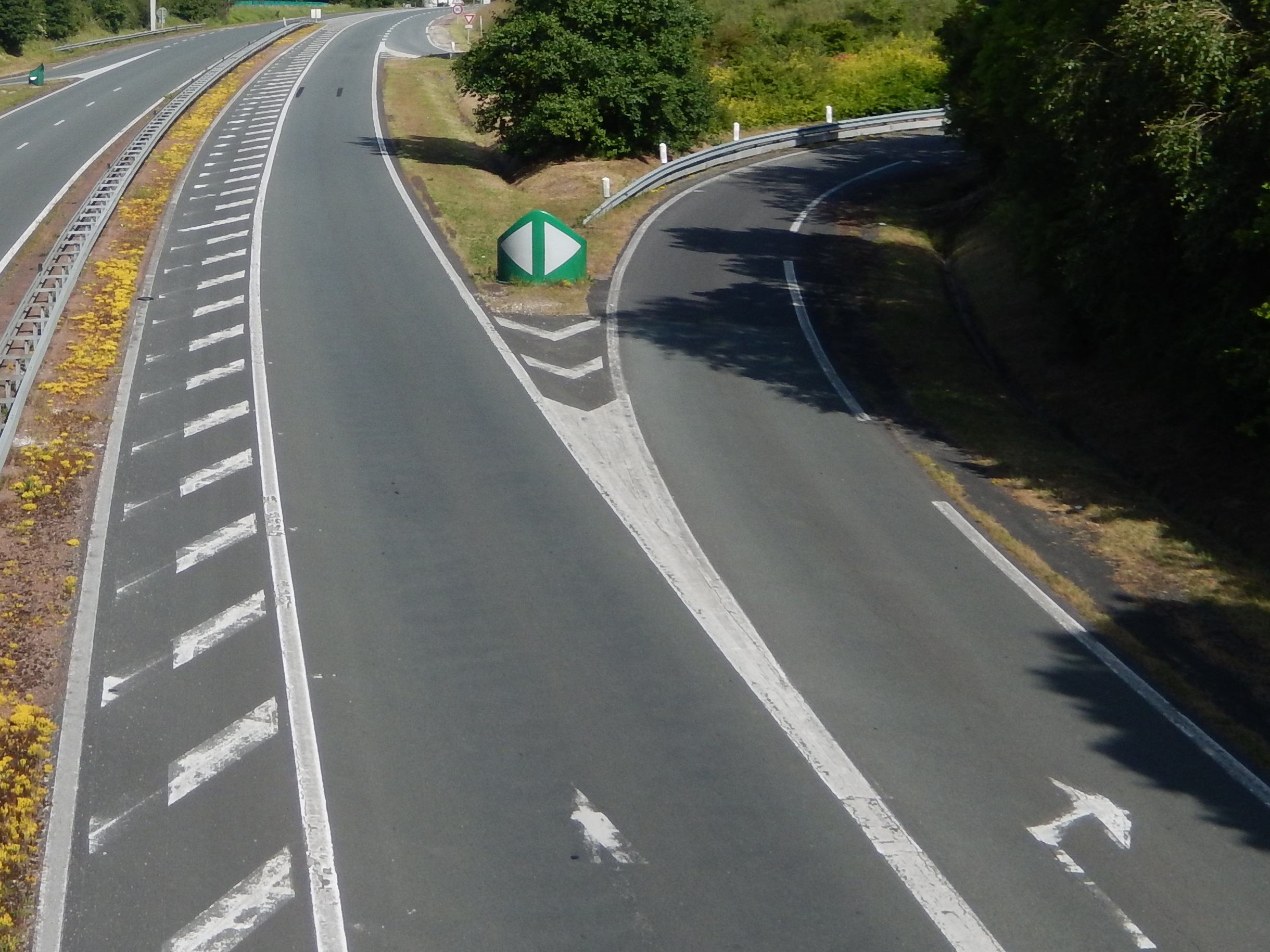
Balise J14a sur la D137 contournant Saint-Porchaire, Charente-Maritime.

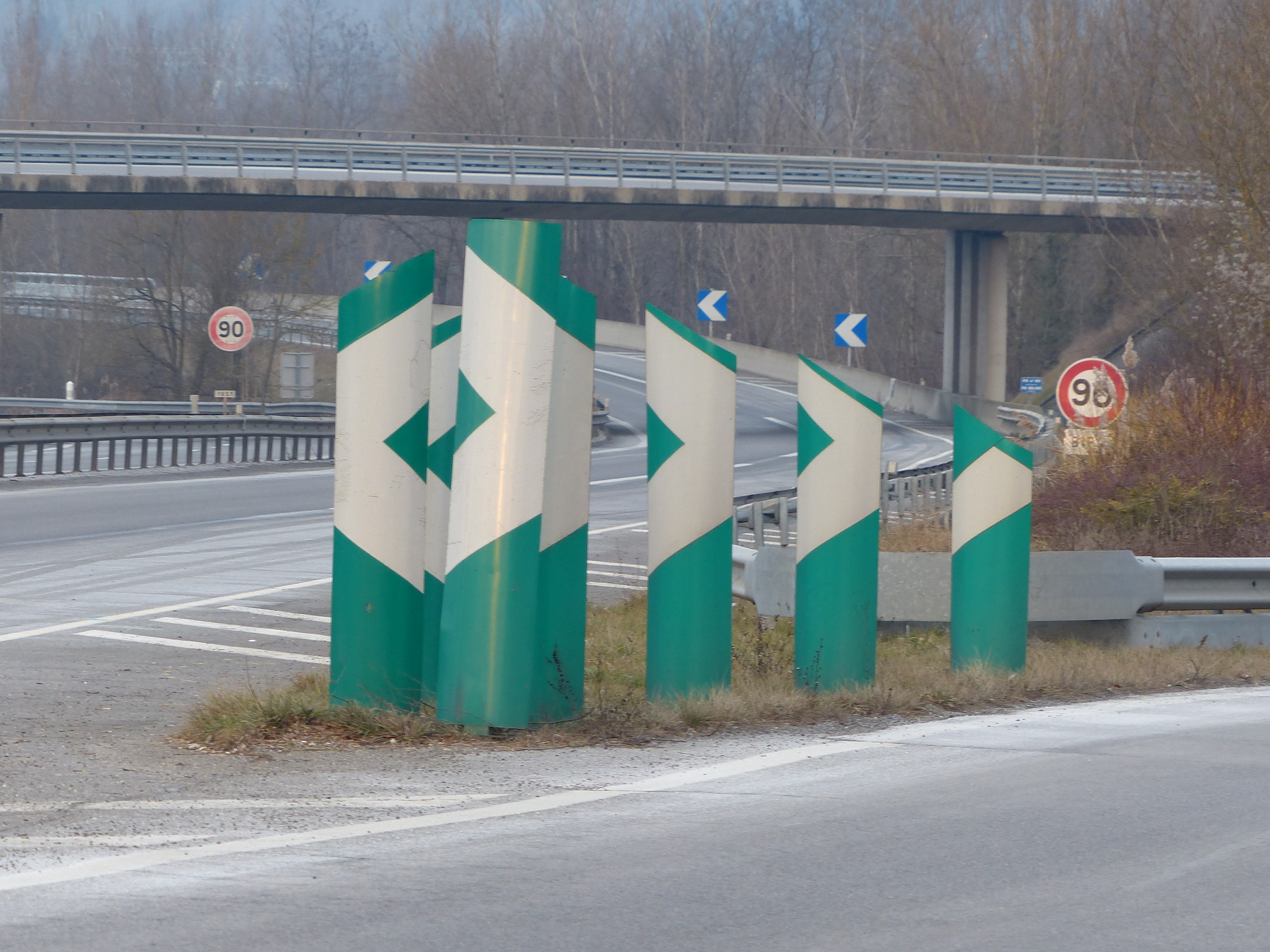
Balise J14b sur l'autoroute A410, échangeur avec l'autoroute A40, Haute-Savoie.
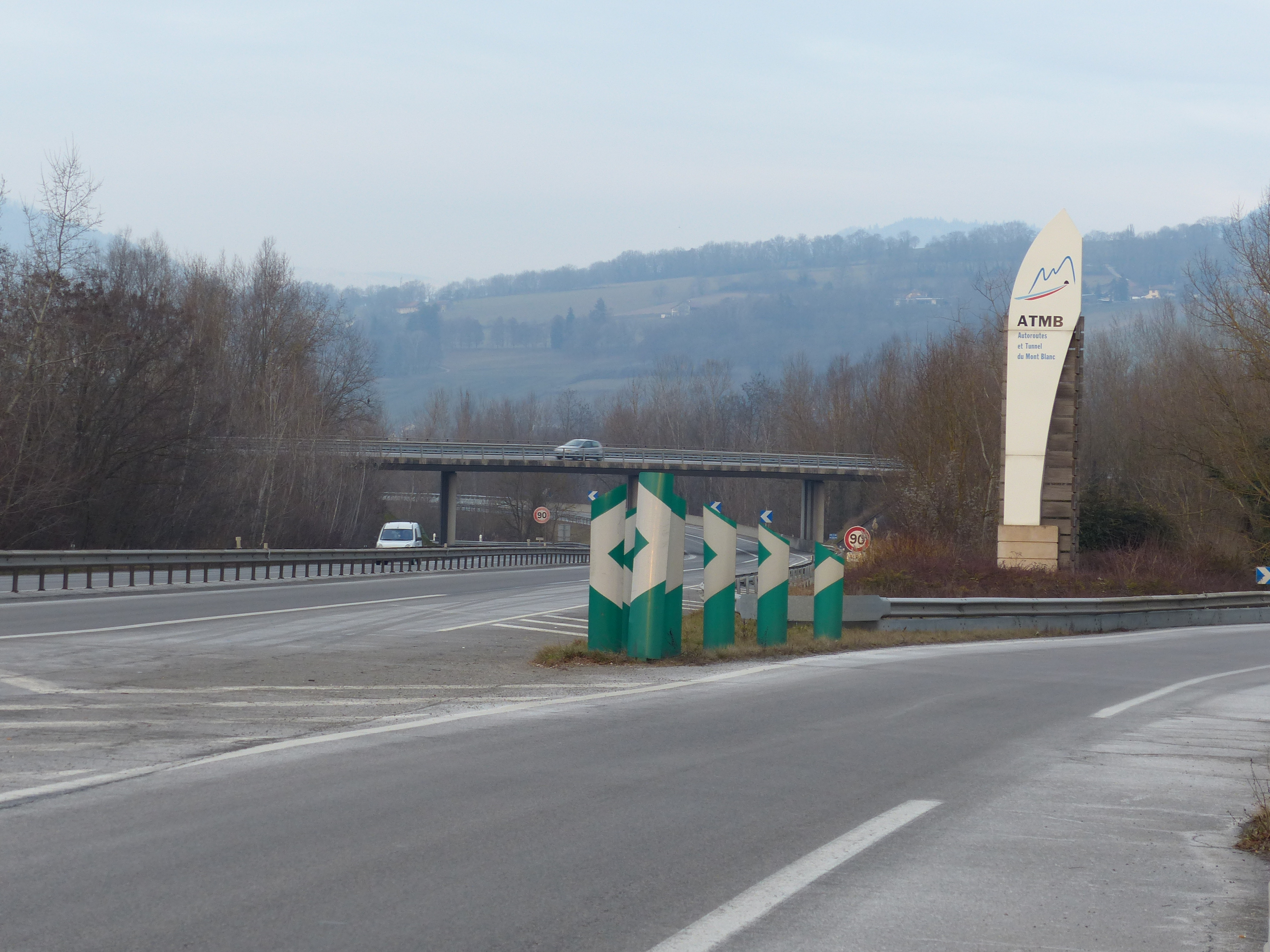
Balise J14b sur l'autoroute A410, échangeur avec l'autoroute A40, Haute-Savoie.